# 15501 Pepawlowski
15501 Pepawlowski este un asteroid din centura principală de asteroizi.

## Descriere
15501 Pepawlowski este un asteroid din centura principală de asteroizi. A fost descoperit pe 13 iulie 1999 la Socorro, New Mexico, în cadrul proiectului LINEAR. Asteroidul prezintă o orbită caracterizată de o semiaxă mare de 2,87 ua, o excentricitate de 0,07 și o înclinație de 1,7° în raport cu ecliptica.